# Bomarion lineatum
Bomarion lineatum là một loài bọ cánh cứng trong họ Cerambycidae.